# آردا (ایتالیا)
آردا (انگلیسی: Arda) رودی در کشور ایتالیا است. این رودخانه پس از طی مسافت ۵۶ کیلومتر (۳۴٫۸ مایل) به می‌ریزد.

## مشخصات
طول این رودخانه ۵۶ کیلومتر (۳۴٫۸ مایل) است.

## موقعیت
آردا در کشور ایتالیا قرار داشته و از عبور می‌کند.